# Behrang

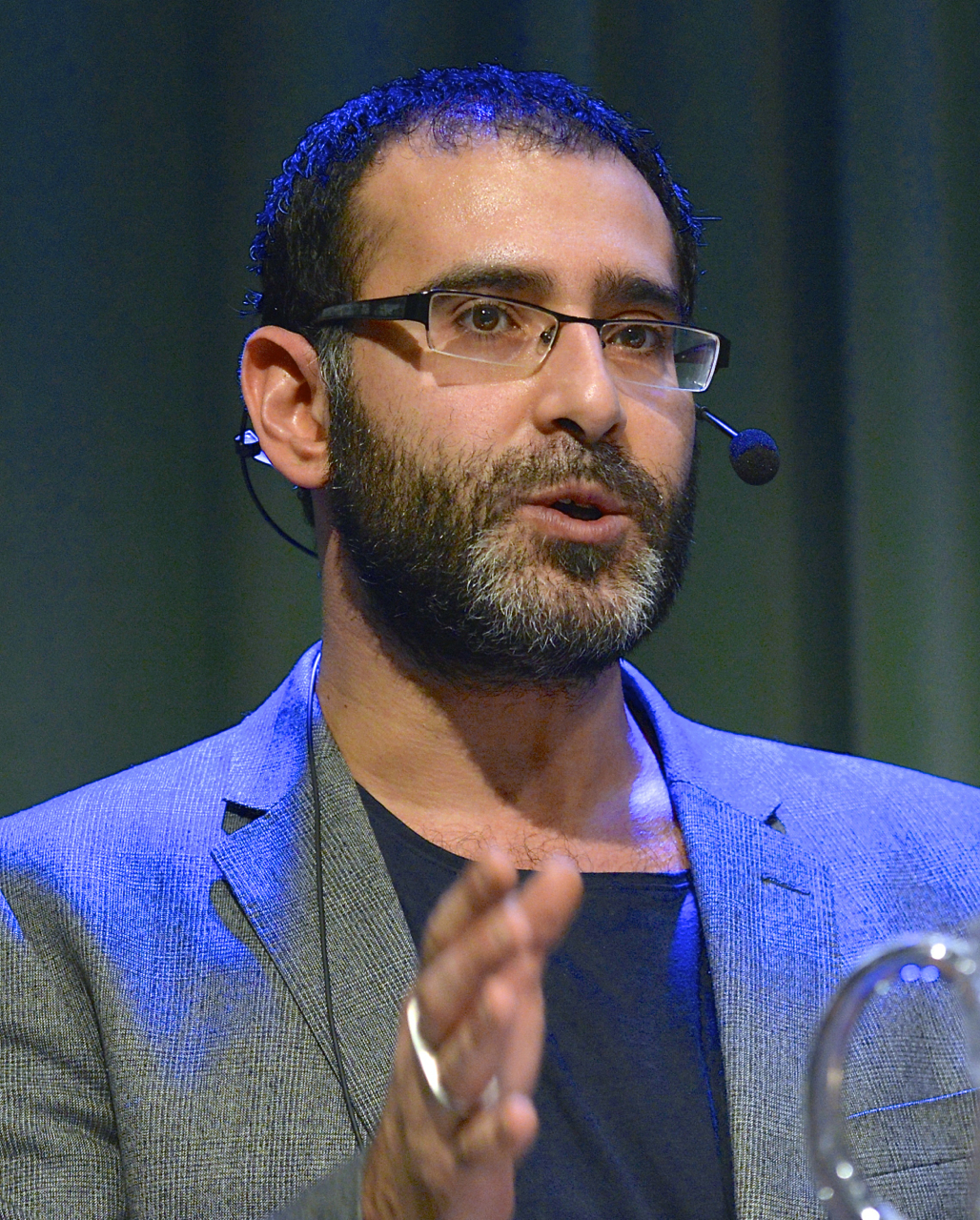
Behrang Kianzad, 2014.

Behrang är ett persiskt mansnamn. I april 2025 fanns det 41 personer med namnet i Sverige.

## Personer med namnet
- Behrang Behdjou, dramatiker, manusförfattare och journalist
- Behrang Kianzad, frilansjournalist, författare och debattör
- Behrang Miri, rappare, skribent och skådespelare
- Behrang Safari, fotbollsspelare